# العلاقات الأمريكية الزامبية
العلاقات الأمريكية الزامبية هي العلاقات الثنائية التي تجمع بين الولايات المتحدة وزامبيا.

## مقارنة بين البلدين
هذه مقارنة عامة ومرجعية للدولتين:
| وجه المقارنة                                              | الولايات المتحدة                                                                                                  | زامبيا                         |
| --------------------------------------------------------- | --- | ------------------------------ |
| المساحة (كم2)                                             | 9.83 مليون | 752.62 ألف                     |
| عدد السكان (نسمة)                                         | 311.58 مليون | 17.09 مليون                    |
| الكثافة السكانية (ن./كم²)                                 | 31.7 | 22.71                          |
| العاصمة                                                   | واشنطن العاصمة | لوساكا                         |
| اللغة الرسمية                                             | لغة إنجليزية | لغة إنجليزية                   |
| العملة                                                    | دولار أمريكي | كواشا زامبي، كواشا زامبي قديم ‏ |
| الناتج المحلي الإجمالي (بليون دولار)                      | 19.39 تريليون | 25.81 مليار                    |
| الناتج المحلي الإجمالي (تعادل القوة الشرائية) بليون دولار | 18.04 تريليون | 62.18 مليار                    |
| الناتج المحلي الإجمالي الاسمي للفرد دولار أمريكي          | 56.12 ألف | 1.30 ألف                       |
| الناتج المحلي الإجمالي للفرد دولار أمريكي                 | 54.63 ألف | 3.90 ألف                       |
| مؤشر التنمية البشرية                                      | 0.920 | 0.586                          |
| رمز المكالمات الدولي                                      | +1 | +260                           |
| رمز الإنترنت                                              | .us، حكومة، .mil، Edu.                                                                                            | .zm                            |
| المنطقة الزمنية                                           | توقيت ساموا الأمريكية، توقيت أطلنطي موحد، منطقة زمنية وسطى، توقيت ألاسكا ‏، المنطقة الزمنية الجبلية، توقيت تشامرو ‏ | ت ع م+02:00                    |

## مدن متوأمة
في ما يلي قائمة باتفاقيات التوأمة بين مدن أمريكية وزامبية:
- ترتبط ديترويت مع كيتوي باتفاقية توأمة منذ 2003.
- ترتبط لوس أنجلوس مع لوساكا باتفاقية توأمة منذ 1 أبريل 1959.[18][18][18][18]
- ترتبط سانتا فيه مع ليفينغستون باتفاقية توأمة منذ 23 فبراير 1983.

## منظمات دولية مشتركة
يشترك البلدان في عضوية مجموعة من المنظمات الدولية، منها:
| علم المنظمة | اسم المنظمة                               | تاريخ انضمام الولايات المتحدة | تاريخ انضمام زامبيا |
| ----------- | ----------------------------------------- | ----------------------------- | ------------------- |
|             | منظمة حظر الأسلحة الكيميائية              | ?                             | ?                   |
|             | الاتحاد الدولي للاتصالات                  | 1 يوليو 1908                  | 23 أغسطس 1965       |
|             | منظمة الشرطة الجنائية الدولية             | ?                             | ?                   |
|             | البنك الإفريقي للتنمية                    | ?                             | ?                   |
|             | وكالة ضمان الاستثمار متعدد الأطراف        | 12 أبريل 1988                 | 6 يونيو 1988        |
|             | المركز الدولي لتسوية المنازعات الاستشارية | 14 أكتوبر 1966                | 17 يوليو 1970       |
|             | صندوق النقد الدولي                        | ?                             | ?                   |
|             | منظمة التجارة العالمية                    | ?                             | ?                   |
|             | يونسكو                                    | 4 نوفمبر 1946                 | 9 نوفمبر 1964       |
|             | مؤسسة التنمية الدولية                     | 24 سبتمبر 1960                | 23 سبتمبر 1965      |
|             | الأمم المتحدة                             | 24 أكتوبر 1945                | 1 ديسمبر 1964       |
|             | الاتحاد البريدي العالمي                   | ?                             | ?                   |
|             | البنك الدولي للإنشاء والتعمير             | 27 ديسمبر 1945                | 23 سبتمبر 1965      |
|             | مؤسسة التمويل الدولية                     | 20 يوليو 1956                 | 23 سبتمبر 1965      |

## أعلام
هذه قائمة لبعض الشخصيات التي تربطها علاقات بالبلدين:
- روبيا باندا (سياسي زامبي، 13 فبراير 1937 – )

## وصلات خارجية
- موقع وزارة الخارجية الأمريكية